# Sequeira Costa
José Carlos Sequeira Costa ou Sequeira Costa (Luanda, Angola, 18 de julho de 1929 — Olathe, Kansas, Estados Unidos, 21 de fevereiro de 2019) foi um pianista clássico português, especialmente admirado pelas suas interpretações do repertório romântico.

## Vida
Em criança, mostrou excecional talento musical. Vivia em Lourenço Marques, Moçambique, e quando tinha oito anos, mudou-se para Lisboa, continuando os seus estudos musicais com Vianna da Motta (um dos últimos alunos de Franz Liszt e de Hans von Bülow), tendo desenvolvido a sua própria interpretação musical com base nas escolas francesa e alemã, com Mark Hamburg, Edwin Fischer, Marguerite Long e Jacques Fevrier.
Aos 22 anos de idade, em 1951, foi galardoado com o Segundo Prémio Internacional Marguerite Long (Paris) e cinco anos mais tarde fundou o Concurso Internacional de Música Vianna da Motta. Em 1958, foi convidado por Dmitri Shostakovitch para fazer parte do júri da Competição Internacional Tchaikovsky em Moscovo, ao qual retornou seis vezes. Desde então, integrou o júri dos mais importantes concursos a nível mundial de piano como por exemplo o concurso Tchaikovsky, o concurso Chopin, o concurso Leeds, concurso Marguerite Long, concurso de Montréal, concurso Rubinstein e o concurso Sviatoslav Richter.
Orientou Master Classes um pouco por todo o mundo e foi professor na Universidade do Kansas. Muitos dos seus alunos obtiveram prémios nos concursos mais importantes de piano.
Ao longo da sua carreira de intérprete, tocou nas mais importantes salas de espetáculo, quer a solo, ou acompanhado pelas mais prestigiadas orquestras, sob a direção dos mais notáveis maestros. A sua extensa discografia inclui música para piano solo de Ravel, Chopin, Schumann, Albéniz, Bach/Busoni, Vianna da Motta, Rachmaninoff e Beethoven, bem como as integrais para piano e orquestra de Schumann, Rachmaninoff e Chopin.
A 20 de julho de 1972, foi agraciado com o grau de Oficial da Ordem Militar de Sant'Iago da Espada. A 4 de outubro de 2004, foi agraciado com o grau de Grã-Cruz da Ordem do Infante D. Henrique.

## Morte
Sequeira Costa faleceu em 21 de fevereiro de 2019 nos Estados Unidos, onde residia, vítima de paragem cardíaca e respiratória.